# Гънисън
Вижте пояснителната страница за други значения на Гънисън.
Гънисън (на английски: Gunnison) е град в окръг Гънисън, щата Колорадо, САЩ. Гънисън е с население от 5409 жители (2000) и обща площ от 8,3 km². Намира се на 2347 m надморска височина. ЗИП кодът му е 81230-81231 & 81247, а телефонният му код е 970.